# Никола Калиманов
Никола К. Калиманов е български просветен деец и общественик от Южна Македония.

## Биография
Никола Калиманов е роден през 1882 година в костурското село Бобища, тогава в Османската империя. Завършва в 1901 година Сярското българско педагогическо училище. Емигрира в София и работи като учител. В началото на Балканската война е доброволец в Македоно-одринското опълчение и служи в 4-та рота на 4-та Битолска дружина. Награден е с кръст „За храброст“ IV степен.
По време на българското управление във Вардарска Македония в годините на Втората световна война, Никола Калиманов е кмет на Дреново, Кавадарци, между 12 юни 1942 година - 10 февруари 1944 година.